# Bahnhof Higashi-Muroran
Der Bahnhof Higashi-Muroran (jap. 東室蘭駅, Higashi-Muroran-eki) ist ein Bahnhof auf der japanischen Insel Hokkaidō. Er befindet sich in der Unterpräfektur Iburi auf dem Gebiet der Stadt Muroran.

## Verbindungen
Higashi-Muroran ist ein Trennungsbahnhof an der Muroran-Hauptlinie, die von der Gesellschaft JR Hokkaido betrieben wird. Sie führt von Oshamambe über Tomakomai nach Iwamizawa. Eine sieben Kilometer lange Zweigstrecke, die ebenfalls zur Muroran-Hauptlinie gezählt wird, führt von Higashi-Muroran zum Bahnhof Muroran in der Nähe des Hafens.
In Higashi-Muroran halten die dieselbetriebenen Schnellzüge Super Hokuto und Hokuto, die alle ein bis zwei Stunden zwischen Sapporo und Hakodate verkehren, sowie ergänzend dazu die elektrischen Suzuran-Schnellzüge von Sapporo nach Muroran. Außerdem ist Higashi-Muroran Endstation aller Regionalzüge nach Muroran, Oshamambe und Tomakomai.
Beidseits des Bahnhofs befinden sich Bushaltestellen, die von mehreren Stadt- und Regionalbuslinien der Gesellschaften Hokkaidō Chūō Bus und Dōnan Bus bedient werden.

## Anlage
Der Bahnhof liegt im Stadtteil Higashimachi und ist von Südwesten nach Nordosten ausgerichtet. Er besitzt neun Gleise, von denen vier dem Personenverkehr dienen. Sie liegen an zwei überdachten Mittelbahnsteigen, wobei der nördliche um etwa ein Drittel länger ist. Er ist üblicherweise Schnellzügen vorbehalten. Das Empfangsgebäude weist die Form eines Reiterbahnhofs auf, der sich zwischen dem nordwestlichen und südöstlichen Bahnhofsvorplatz über das Gleisfeld spannt.
Südwestlich der Anlage beginnt ein Werksgleis, das zum Stahlwerk von Nippon Steel führt. Etwa ein Kilometer nordöstlich des Personenbahnhofs befindet sich ein von JR Freight betriebener Güterbahnhof, der dem Be- und Entladen von Containern dient.

## Bilder

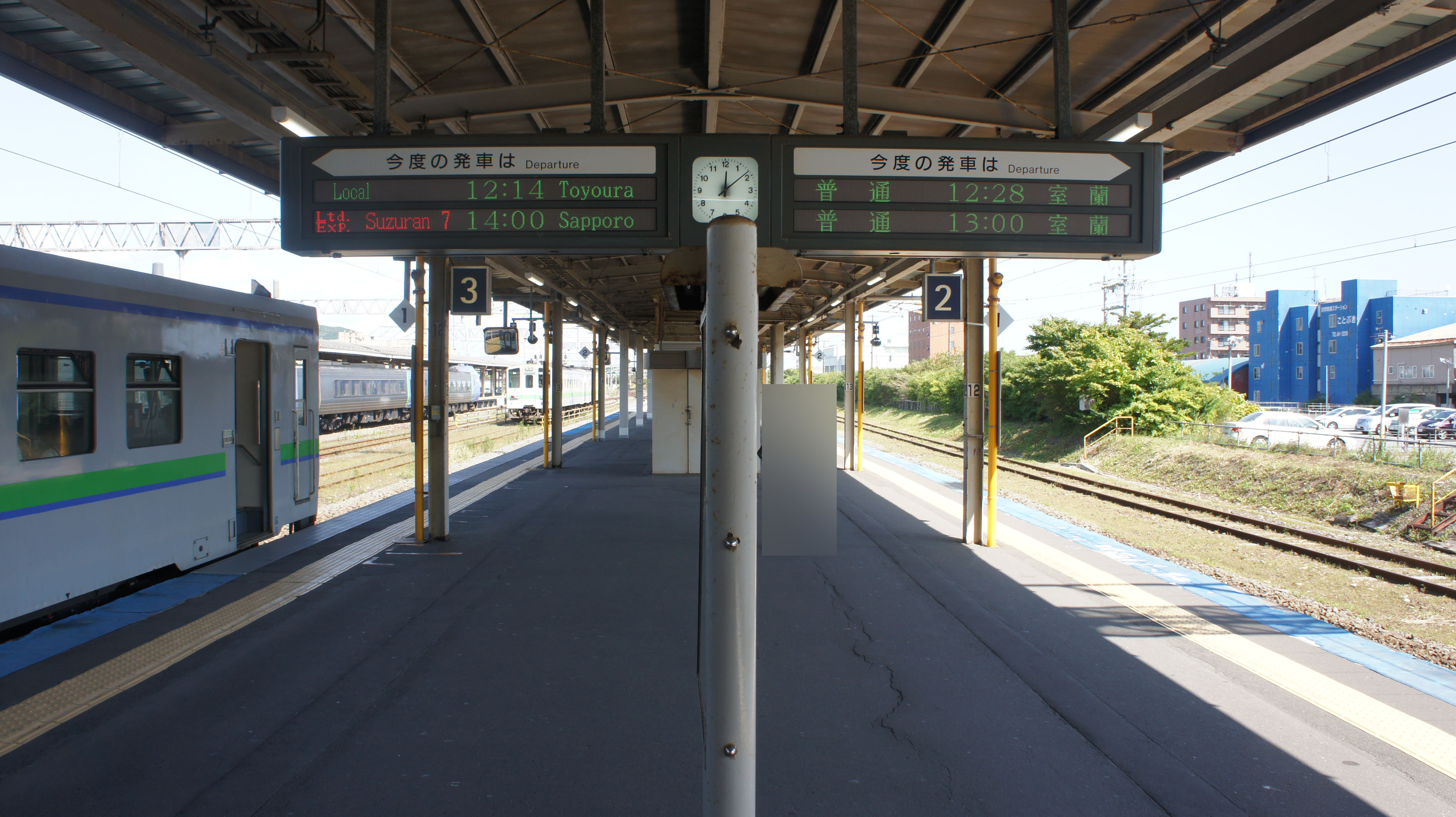
Mittelbahnsteig
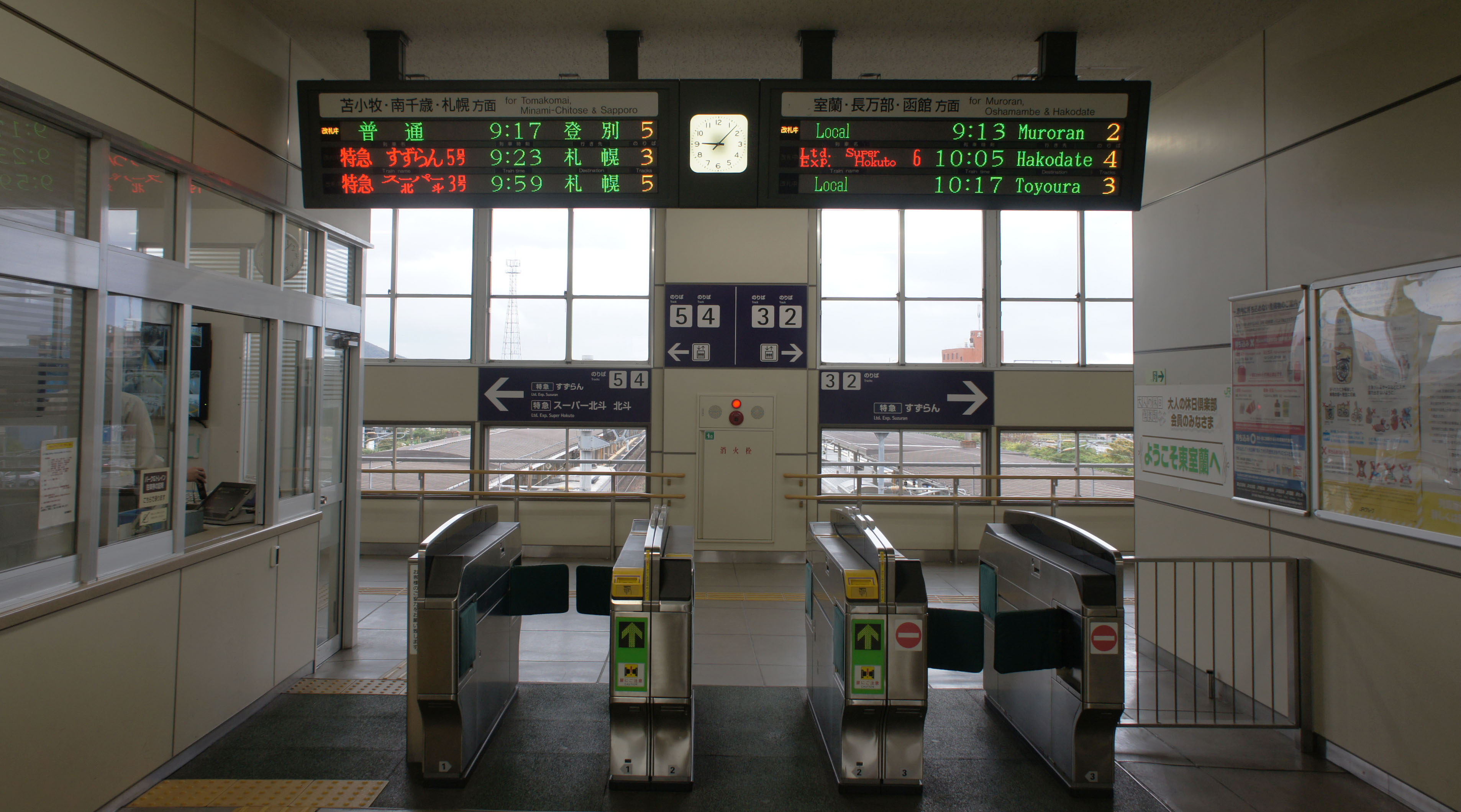
Bahnsteigsperren
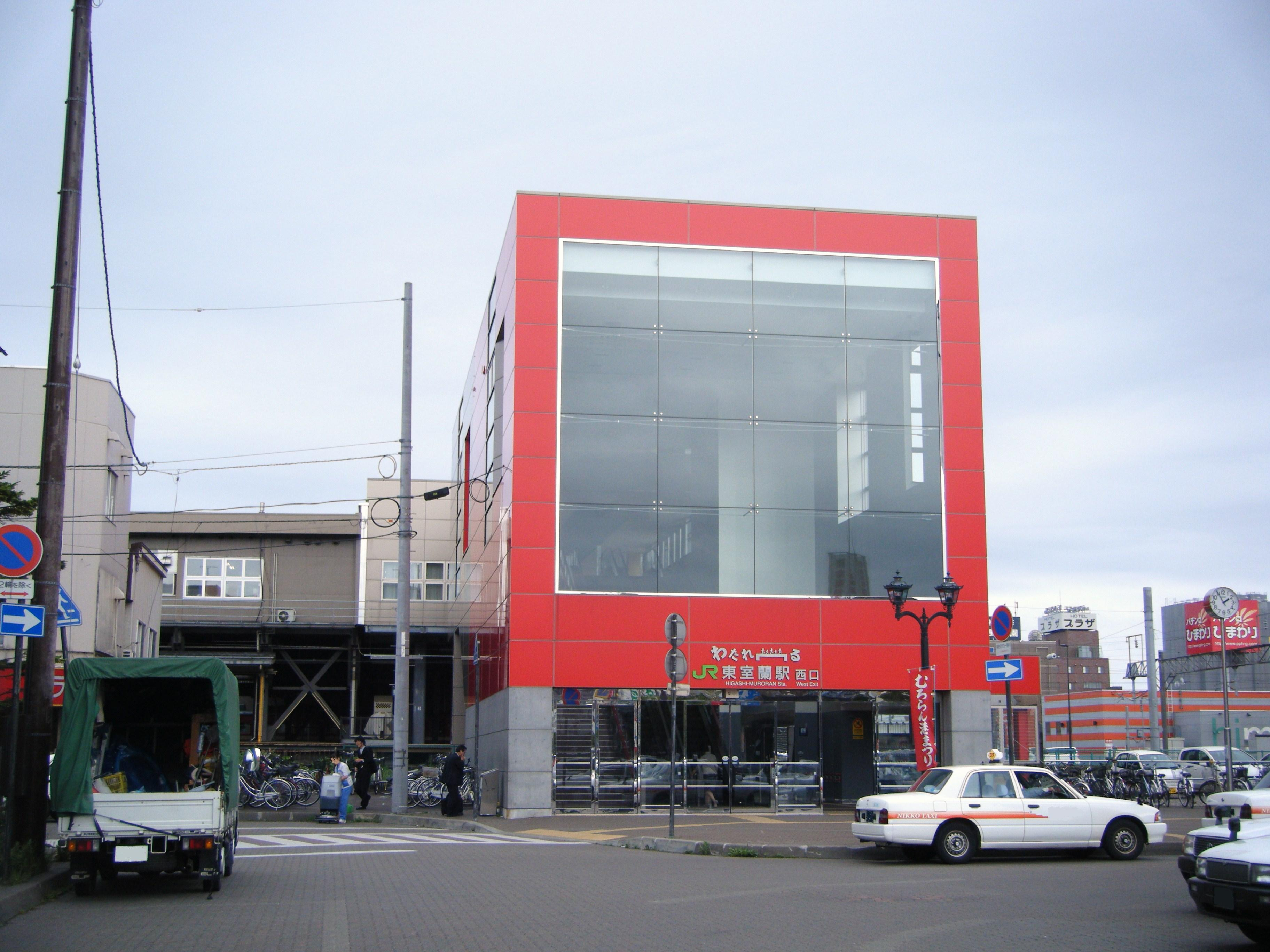
Westeingang
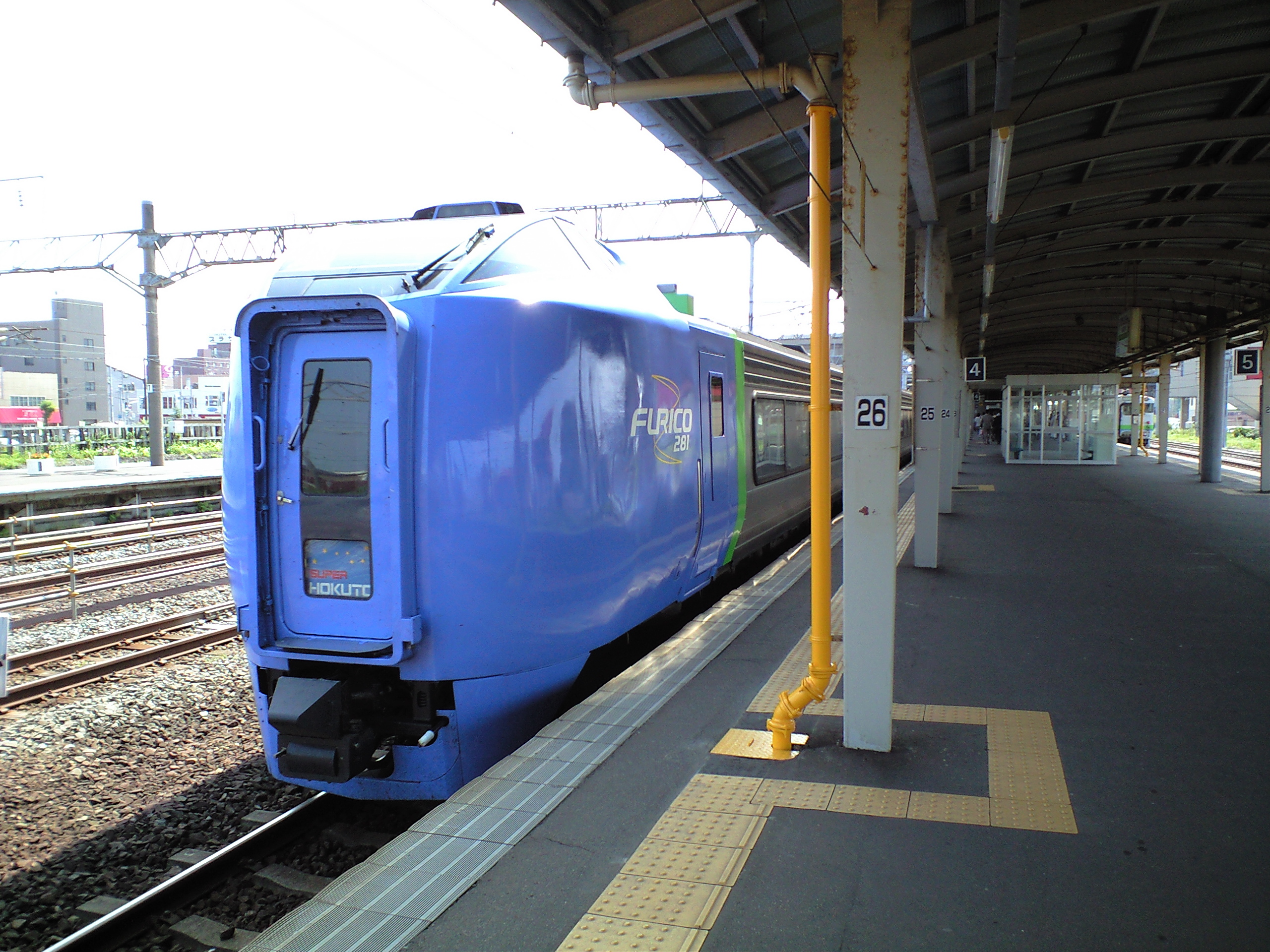
Super Hokuto
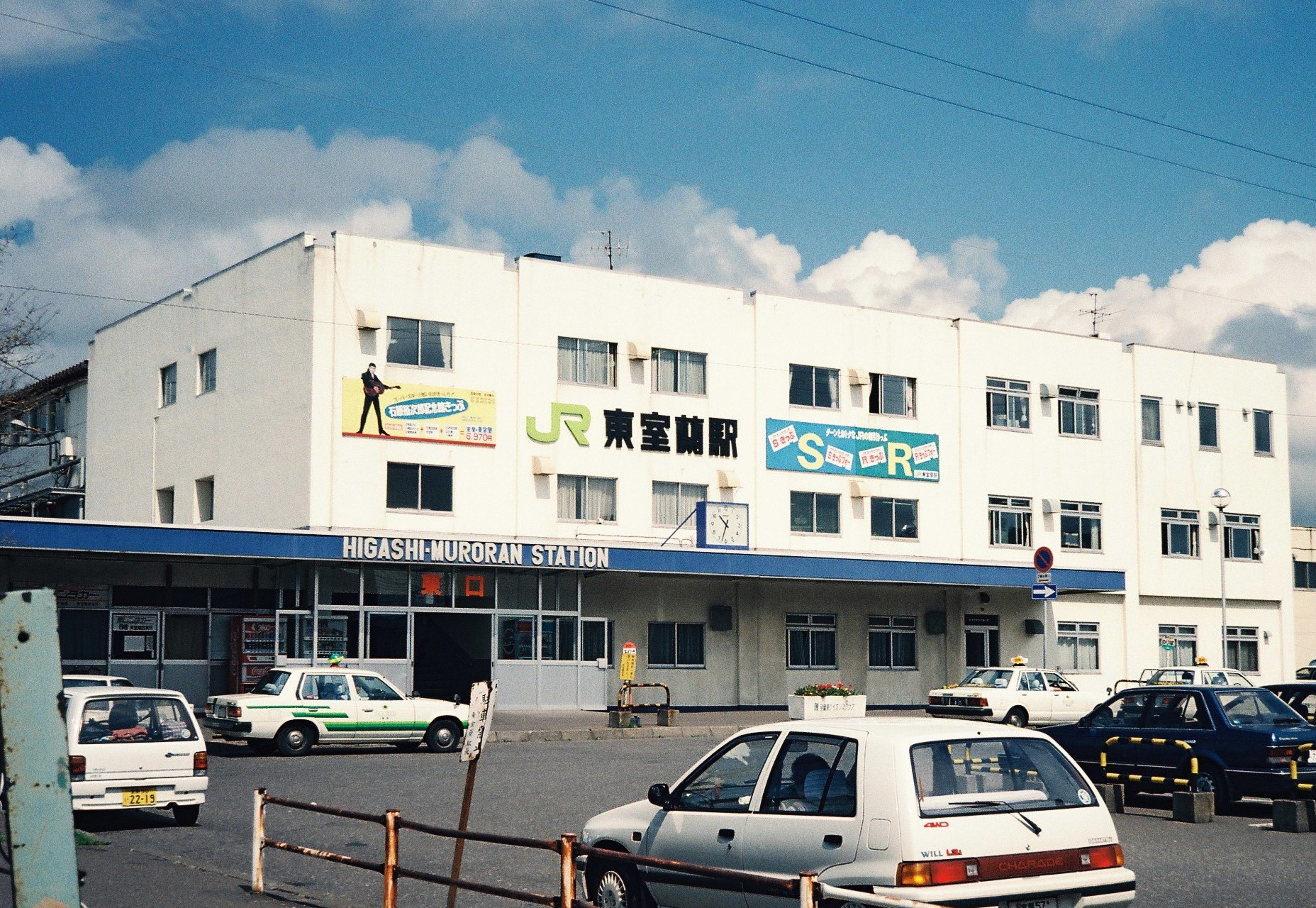
Ostausgang vor dem Bau der Fußgängerpassage (September 1993)

## Gleise
| 2 | ▉ Muroran-Hauptlinie | Muroran                             |
| 3 | ▉ Muroran-Hauptlinie | Tomakomai • Sapporo                 |
| 4 | ▉ Muroran-Hauptlinie | Datemombetsu • Oshamambe • Hakodate |
| 5 | ▉ Muroran-Hauptlinie | Tomakomai • Sapporo                 |

## Linien
| Verlauf der Muroran-Hauptlinie |
| --- |
| Oshamambe • Shizukari • Koboro • Rebun • Ōkishi • Toyoura • Tōya • Usu • Nagawa • Datemombetsu • Kita-Funaoka • Mareppu • Kogane • Sakimori • Moto-Wanishi • Higashi-Muroran • Washibetsu • Horobetsu • Tomiura • Noboribetsu • Kojōhama • Takeura • Kita-Yoshihara • Hagino • Shiraoi • Shadai • Nishikioka • Itoi • Aoba • Tomakomai • Numanohata • Toasa • Hayakita • Abira • Oiwake • Mikawa • Furusan • Yuni • Kuriyama • Kurioka • Kurisawa • Shibun • Iwamizawa Muroran-Zweigstrecke: Higashi-Muroran • Wanishi • Misaki • Bokoi • Muroran |

## Geschichte

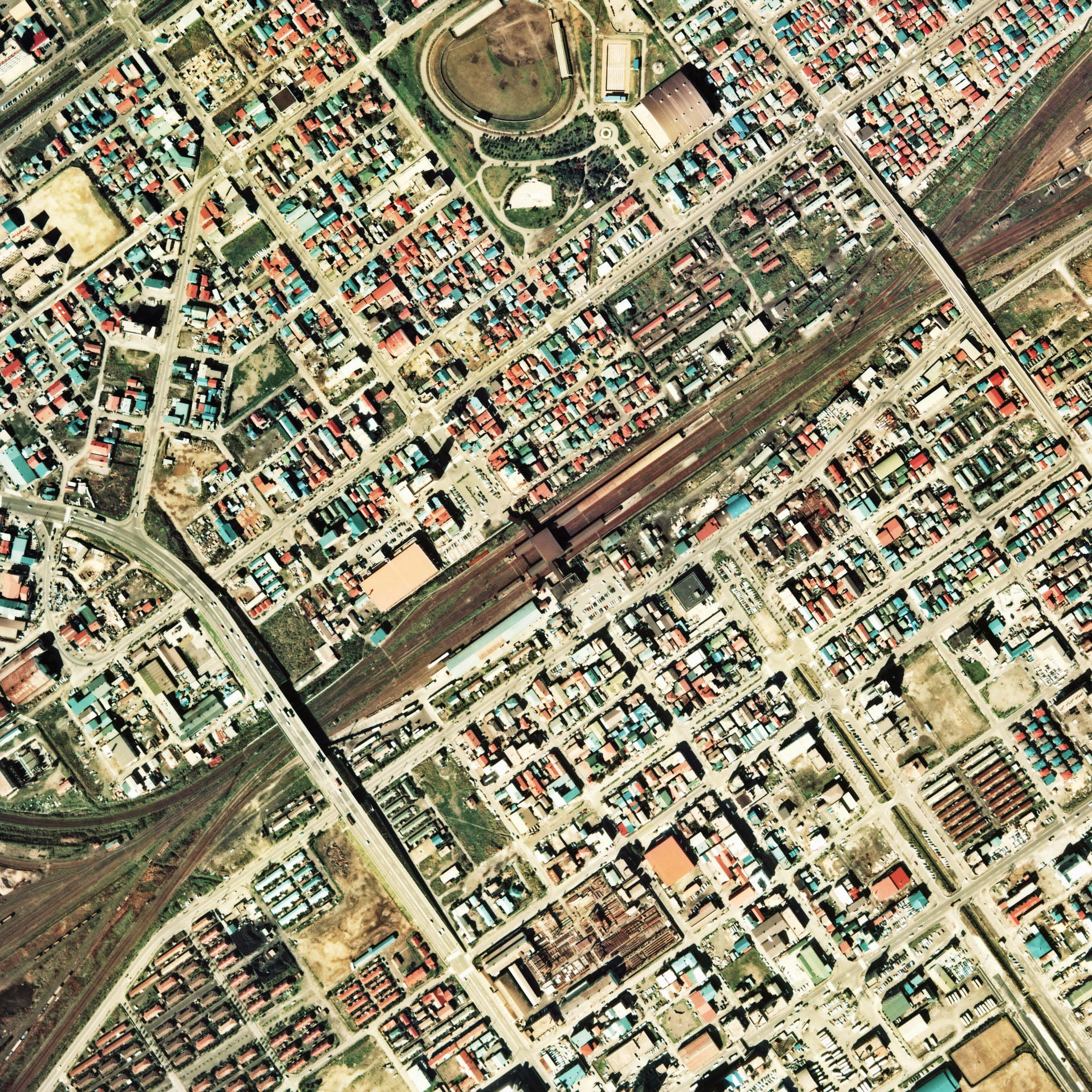
Luftansicht (1976)

Die Bergbau- und Bahngesellschaft Hokkaidō Tankō Tetsudō eröffnete den Bahnhof am 1. August 1892, zusammen mit dem Abschnitt Iwamizawa–Higashi-Muroran. Am 1. Juli 1897 folgte die Eröffnung des Teilstücks zwischen Higashi-Muroran und Muroran. Nach der Verstaatlichung am 1. Juli 1906 war das Eisenbahnamt (das spätere Eisenbahnministerium) zuständig. Es baute im Jahr 1910 den Abschnitt zwischen Higashi-Muroran und Muroran zweigleisig aus. Am 20. August 1925 folgte die Eröffnung des Teilstücks Higashi-Muroran–Datemombetsu.
Weitere Doppelspurausbauten wurden während des Pazifikkriegs vorgenommen: 1943 zwischen Higashi-Muroran und Horobetsu, 1944 zwischen Higashi-Muroran und Moto-Wanishi. Vorläufig letzter Ausbauschritt war die Elektrifizierung des Teilstücks Muroran–Higashi-Muroran–Numanohata am 1. Oktober 1980 durch die Japanische Staatsbahn. Aus Kostengründen stellte sie am 1. November 1986 die Gepäckaufgabe ein. Im Rahmen der Staatsbahnprivatisierung ging der Bahnhof am 1. April 1987 in den Besitz der neuen Gesellschaft JR Hokkaido über.